# Dongying Shengli Airport
Dongying Shengli Airport är en flygplats i Kina. Den ligger i provinsen Shandong, i den östra delen av landet, omkring 190 kilometer nordost om provinshuvudstaden Jinan.
Runt Dongying Shengli Airport är det tätbefolkat, med 636 invånare per kvadratkilometer. Trakten runt Dongying Shengli Airport är ofruktbar med lite eller ingen växtlighet.
Genomsnittlig årsnederbörd är 671 millimeter. Den regnigaste månaden är juli, med i genomsnitt 255 mm nederbörd, och den torraste är januari, med 7 mm nederbörd.